# Winobluszcz pięciolistkowy
Winobluszcz pięciolistkowy (Parthenocissus quinquefolia) – gatunek silnie rosnącego pnącza ozdobnego z rodziny winoroślowatych. W stanie naturalnym występuje w Ameryce Północnej od Gwatemali na południu, poprzez Meksyk i Stany Zjednoczone po prowincje Ontario i Quebec w Kanadzie. Poza tym jest szeroko rozpowszechniony w uprawie i w wielu miejscach naturalizowany.

## Morfologia

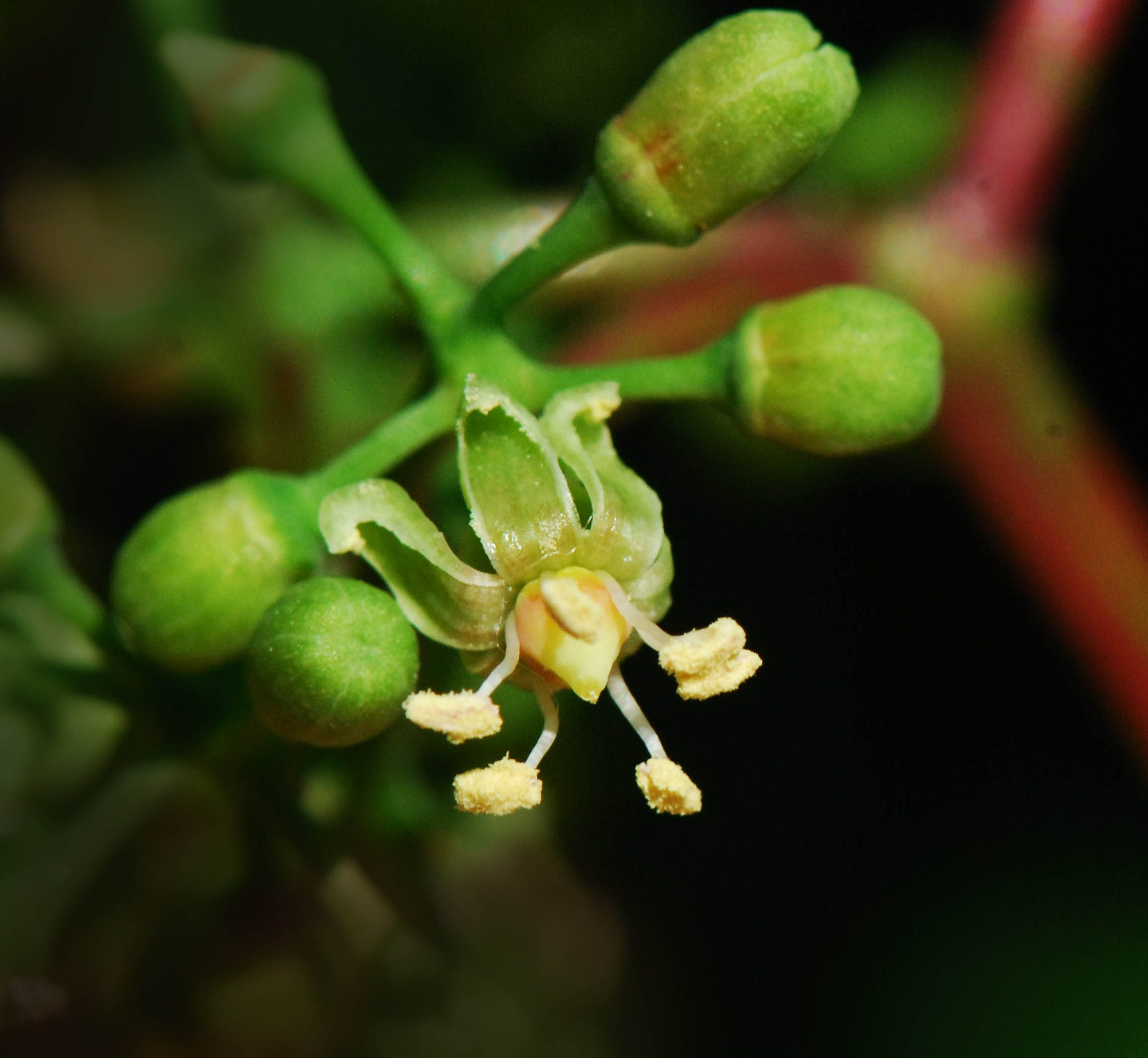
Kwiat

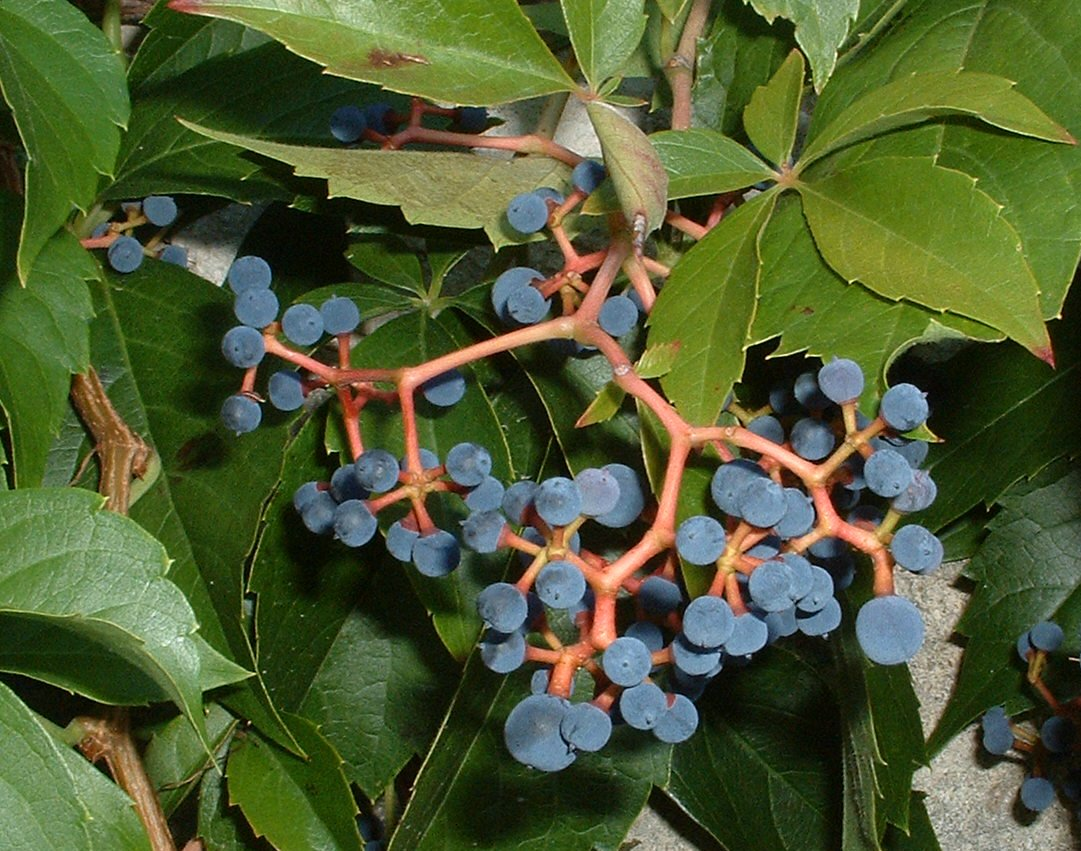
Owoce

PokrójWysokie pnącze (pokrywa podpory nawet do 20 m wysokości) samoczepne o młodych pędach zaczerwienionych. Z węzłów wyrastają wąsy czepne z 5 do 8 rozgałęzieniami zakończonymi przylgami.
LiściePięciolistkowe, zielone, od spodu szarozielone, jesienią zabarwiają się na czerwono. Poszczególne listki osiągają do 10 cm długości, są ząbkowane na brzegu i zwykle nagie.
KwiatyDrobne i niepozorne.
OwoceGranatowe jagody o średnicy ok. 6 mm.
Podobne gatunkiBywa mylony z winobluszczem zaroślowym.

## Zmienność
Odmiany:
- var. murorum Rehd. – odmiana murowa – listki krótsze i szersze. Mocniej przywiera do podpór – ma mocniejsze przylgi i wąsy z 8–12 rozgałęzieniami.
- var. engelmanii Rehd. – odmiana Engelmanna – listki wąskie (do 3 cm szerokości). Jesienią liście brązowoczerwone.

## Zastosowanie
Przeczytaj ostrzeżenie dotyczące informacji medycznych i pokrewnych zamieszczonych w Wikipedii.
Roślina uprawnaWinobluszcz pięciolistkowy jest najczęściej uprawianym gatunkiem winobluszczu. Jego zaletą jest duża mrozoodporność oraz odporność na zanieczyszczenia powietrza, przez co świetnie sprawdza się w miastach. Radzi sobie zarówno na stanowiskach słonecznych, jak i zacienionych, a jego wymagania glebowe też nie są wygórowane. Intensywnie zielone liście jesienią przebarwiają się na czerwono, stanowiąc wspaniałą dekorację podpór lub ścian, po których wspinają się rośliny. Do odmian uprawnych należy m.in. ‘Star Showers’ o białopstrych liściach. Jej wzrost jest znacznie ograniczony, może wspinać się jedynie na wysokość 3–6 m. Wymaga też mniej nasłonecznionych stanowisk. Zbiór owoców jest pracochłonny ze względu na drobne rozmiary.
Medycyna naturalnaWyciągi z kory, pędów i ziela (niezdrewniałych części) uznawane są za cenny surowiec leczniczy o działaniu przeciwzapalnym, ściągającym, antyseptycznym, żółciopędnym, przeciwkrwotocznym (hemostatycznym), hipotensyjnym (obniżającym ciśnienie krwi) i immunostymulującym.
Sztuka kulinarnaOwoce w postaci surowej są trujące. Z owoców zebranych latem i jesienią wyrabiano soki, wina, kompoty, powidła i konfitury. Wyrób o nazwie „Pikantna konfitura z dzikiego wina” został wpisany 27 listopada 2014 na Krajową listę produktów tradycyjnych Ministerstwa Rolnictwa i Rozwoju Wsi. Przy wyrobie win poddaje się fermentacji zmiażdżone owoce wraz z pestkami.